# کوارتوچیو
کوارتوچیو (به ایتالیایی: Quartucciu) یک کومونه در ایتالیا است که در استان کالیاری واقع شده‌است.

## خصوصیات
کوارتوچیو ۲۷٫۹ کیلومترمربع مساحت و ۱۳٬۱۴۸ نفر جمعیت دارد و ۱۴ متر بالاتر از سطح دریا واقع شده‌است.